# فرودگاه قارسوت
فرودگاه کارسوت (به انگلیسی: Qaarsut Airport) (به زبان بومی: Mittarfik Qaarsut) یک فرودگاه همگانی با کد یاتا JQA است که یک باند فرود شن دارد و طول باند آن ۹۰۰ متر است. این فرودگاه در کشور گرینلند قرار دارد .

## نگارخانه

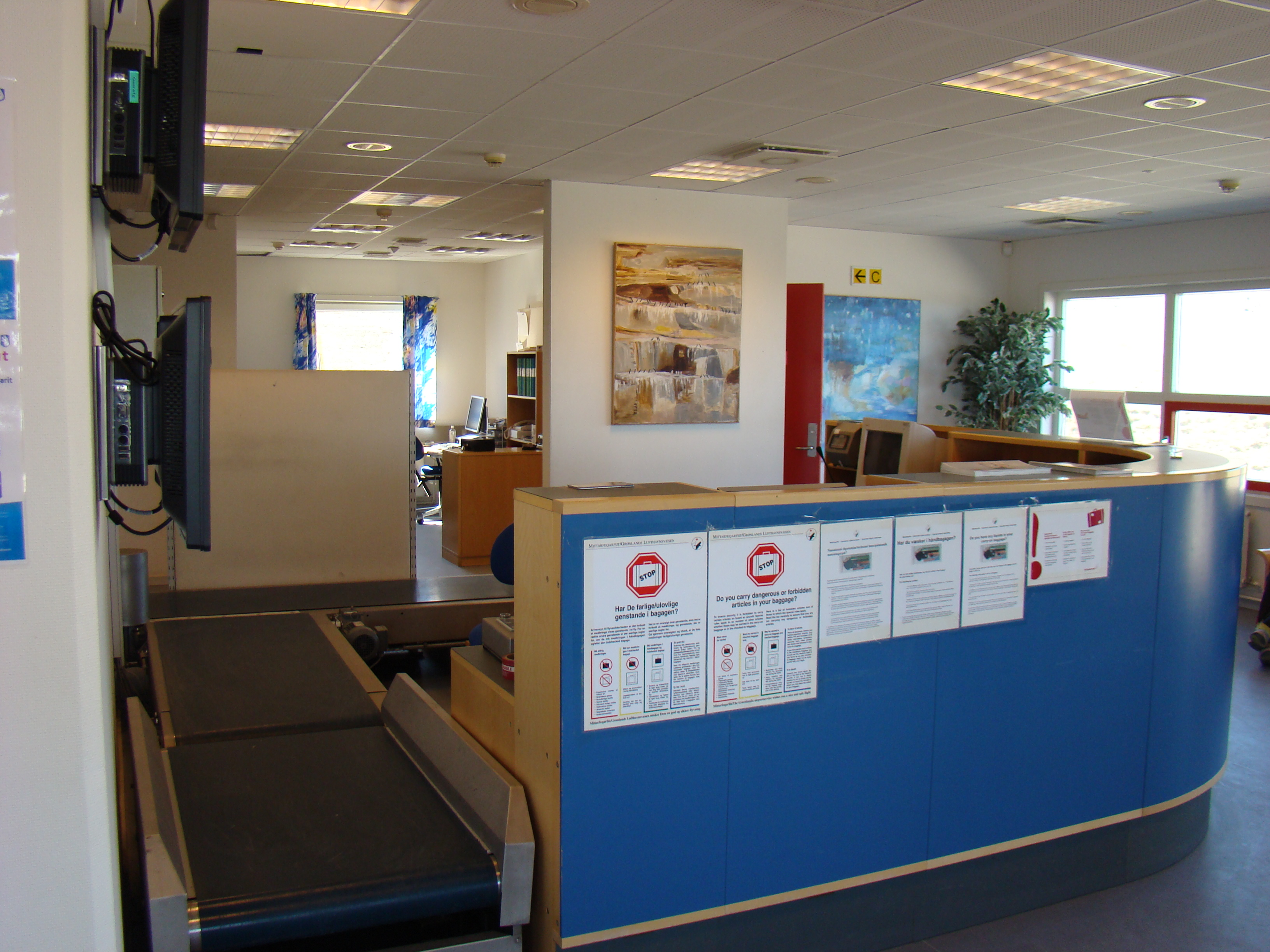
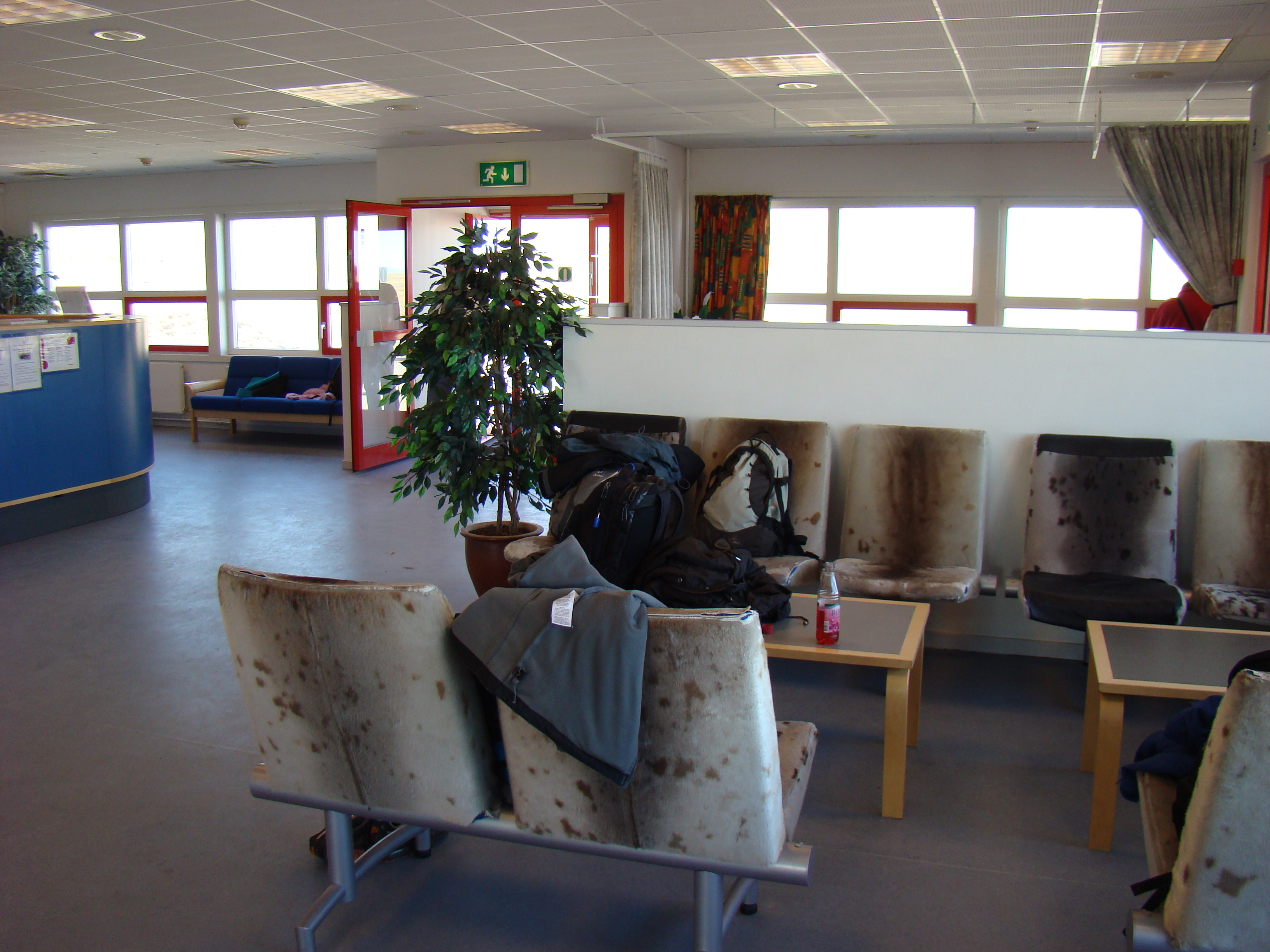
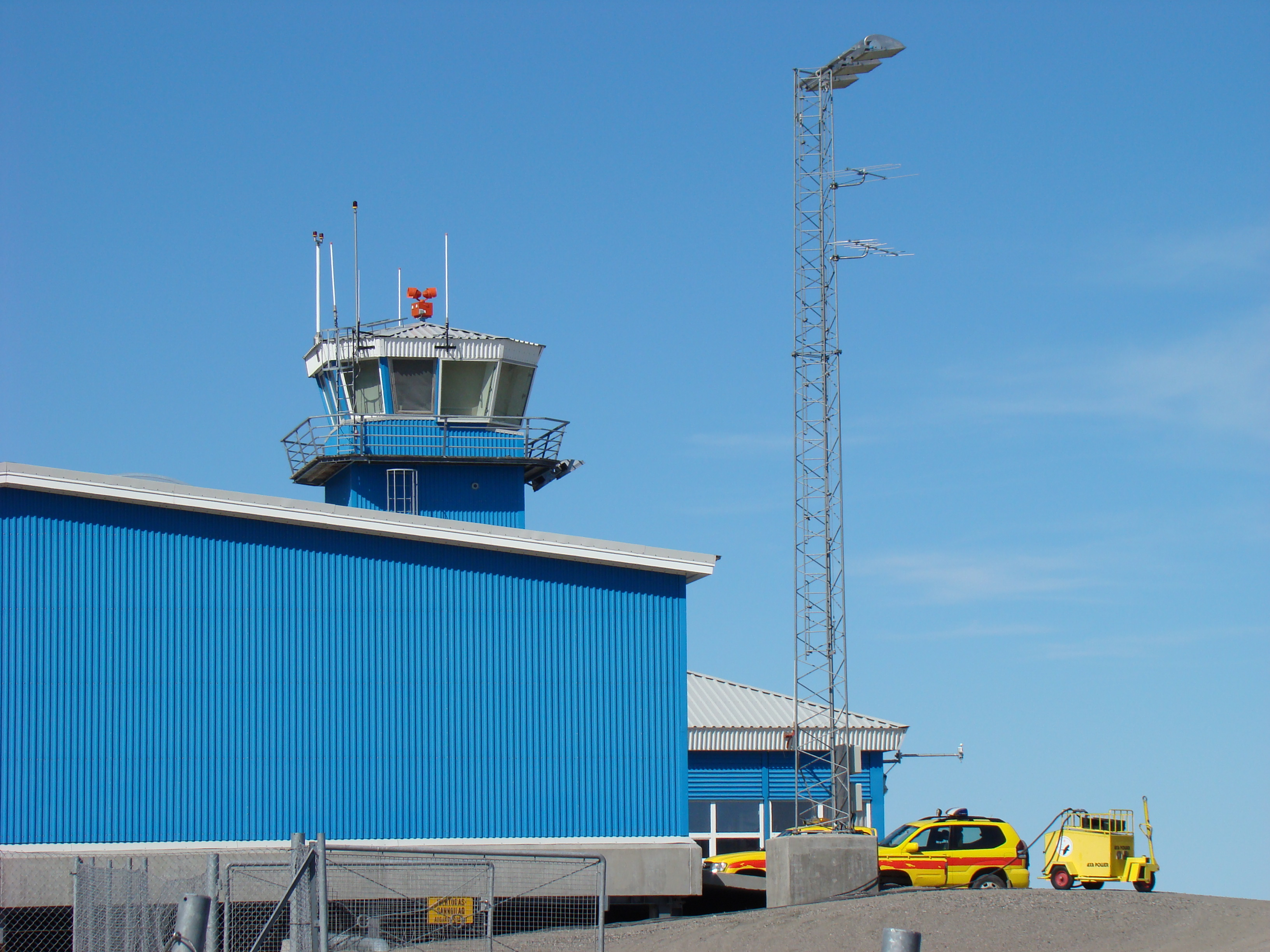
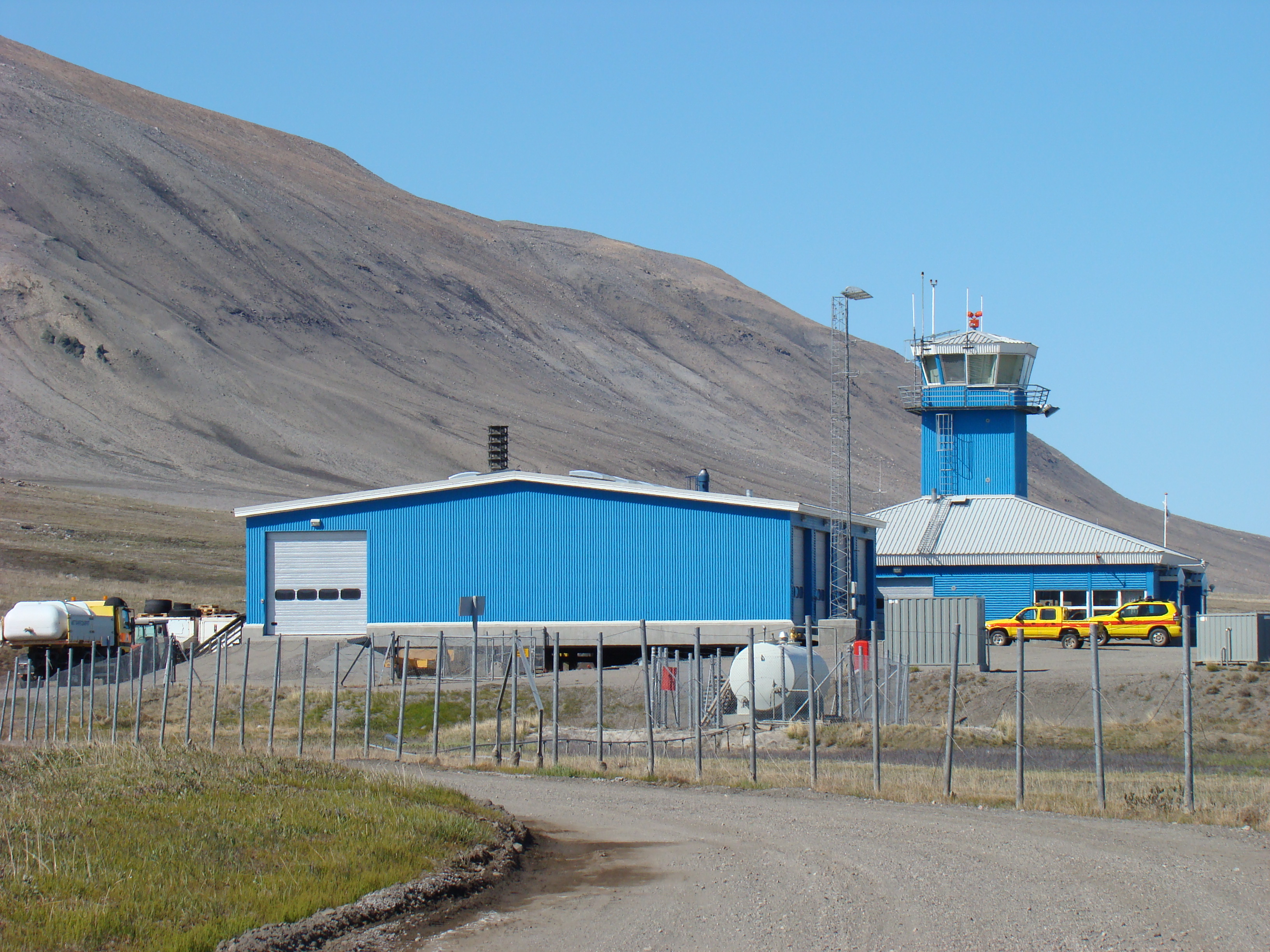